# Manchester Open
Il Manchester Open è stato un torneo di tennis che ha fatto parte prima del Grand Prix e successivamente dell'ATP Tour che si giocava a Manchester in Gran Bretagna. Prima dell'era Open era conosciuto come Northern Championships. L'edizione del 1989 ha fatto parte dell'ATP Challenger Series. L'evento si è spostato a Nottingham nel 1995.

## Albo d'oro

### Singolare
| Anno       | Vincitore         | Finalista          | Punteggio       |
| ---------- | ----------------- | ------------------ | --------------- |
| 1994       | Patrick Rafter    | Wayne Ferreira     | 7–6(5), 7–6(4)  |
| 1993       | Jason Stoltenberg | Wally Masur        | 6–1, 6–3        |
| 1992       | Jacco Eltingh     | MaliVai Washington | 6–3, 6–4        |
| 1991       | Goran Ivanišević  | Pete Sampras       | 6–4, 6–4        |
| 1990       | Pete Sampras      | Gilad Bloom        | 7–6(9), 7–6(3)  |
| 1989       | Patrick Baur      | Andrew Castle      | 6–4, 6–7, 7–5   |
| 1988- 1981 | Non disputato     | Non disputato      | Non disputato   |
| 1980       | Roscoe Tanner     | Stan Smith         | 6–3, 6–4        |
| 1979       | Colin Dibley      | Mark Cox           | 6–4, 6–4        |
| 1978       | Non disputato     | Non disputato      | Non disputato   |
| 1977       | Billy Martin      | Saeed Meer         | 6–2, 6–1        |
| 1976       | Roscoe Tanner     | Paul McNamee       | 6–3, 8–9, 12–10 |
| 1975       | Non disputato     | Non disputato      | Non disputato   |
| 1974       | Jimmy Connors     | Mike Collins       | 13–11, 6–2      |

### Doppio
| Anno       | Vincitori                          | Finalisti                       | Punteggio     |
| ---------- | ---------------------------------- | ------------------------------- | ------------- |
| 1994       | Rick Leach Danie Visser            | Scott Davis Trevor Kronemann    | 6–4, 4–6, 7–6 |
| 1993       | Ken Flach Rick Leach               | Stefan Kruger Glenn Michibata   | 6–4, 6–1      |
| 1992       | Patrick Galbraith David Macpherson | Jeremy Bates Laurie Warder      | 4–6, 6–3, 6–2 |
| 1991       | Omar Camporese Goran Ivanišević    | Nick Brown Andrew Castle        | 6–4, 6–3      |
| 1990       | Mark Kratzmann Jason Stoltenberg   | Nick Brown Kelly Jones          | 6–3, 2–6, 6–4 |
| 1989       | Nick Brown Nicholas Fulwood        | Morten Christensen Peter Wright | 3–6, 7–6, 6–4 |
| 1988- 1981 | Non disputato                      | Non disputato                   | Non disputato |
| 1980       | John Sadri Tim Wilkison            | Dennis Ralston Roscoe Tanner    | 6–3, 6–4      |
| 1979- 1974 | Non disputato                      | Non disputato                   | Non disputato |